# حشره‌خوار آبی آمریکایی
 حشره‌خوار آبی آمریکایی (نام علمی: Sorex palustris) نام یک گونه از سرده حشره‌خوارهای دم‌دراز است.